# Rhyssemus descarpentriesi
Rhyssemus descarpentriesi är en skalbaggsart som beskrevs av Riccardo Pittino 1990. Rhyssemus descarpentriesi ingår i släktet Rhyssemus och familjen Aphodiidae. Inga underarter finns listade i Catalogue of Life.